# Meredith D'Ambrosio
Meredith D'Ambrosio (Boston, 20 maart 1941) is een Amerikaanse jazzzangeres, -pianiste, songwriter en schilderes.

## Biografie
D'Ambrosio komt uit een muzikale familie en heeft vanaf 6-jarige leeftijd piano- en zangles gehad. Op 17-jarige leeftijd zong ze op televisie. Ze bezocht het Berklee College of Music in 1953 en studeerde kunst aan de Boston Museum School in 1958/1959. In de jaren 1950 speelde ze met lokale bands. Ze maakte ook papierrollen en kalligrafieën. In 1966 vroeg John Coltrane haar of ze op zijn tournee door Japan wilde gaan, maar ze weigerde omdat ze zich verder wilde ontwikkelen. Ruim tien jaar later nam ze haar debuutalbum Lost in His Arms op, waarop haar man Eddie Higgins te horen was. Halverwege de jaren 1980 verscheen ze op festivals in Italië en Frankrijk. Sunnyside Records bracht in de jaren 1980 en 1990 nog meer albums uit met gastmuzikanten als Phil Woods, Hank Jones, Lee Konitz, Fred Hersch, Harold Danko, Erik Friedlander en Rufus Reid.
D'Ambrosio doceerde sinds 1980 piano en zang aan verschillende hogescholen. Volgens de critici Richard Cook en Brian Morton onderscheidt ze zich door de buitengewone selectie van haar songmateriaal, zoals zelden geïnterpreteerde liedjes uit A Rainy Afternoon van Burton Lane en Gypsy van Noël Cowards en titels van Dave Frishberg, Gene Lees, Loonis McGloohan en Deborah Henson-Conant (How Is Your Wife). Ze schreef ook haar eigen teksten op titels als Israel van John Carisi, Strange Meadowlark van Dave Brubeck, The Underdog van Al Cohn en Giant Steps van John Coltrane.

## Discografie
- 1980: Lost in His Arms (Spring Records)
- 1981: Another Time (Shiah)
- 1982: Little Jazz Bird (Palo Alto Records)
- 1985: It's Your Dance (Sunnyside Records)
- 1988: The Cove (Sunnyside)
- 1989: South to a Warmer Place (Sunnyside)
- 1991: Love Is Not a Game (Sunnyside)
- 1993: Shadowland (Sunnyside)
- 1994: Sleep Warm (Sunnyside)
- 1995: Beware of Spring! (Sunnyside)
- 1997: Silent Passion (Sunnyside)
- 1998: Echo of a Kiss (Sunnyside)
- 2000: Out of Nowhere (Sunnyside)
- 2002: Love Is for the Birds (Sunnyside)
- 2006: Wishing on the Moon (Sunnyside)
- 2012: By Myself (Sunnyside)